# Čínská ženská fotbalová reprezentace
Čínská ženská fotbalová reprezentace reprezentuje Čínu na mezinárodních fotbalových akcích, jako je mistrovství světa žen nebo ženský turnaj na olympijských hrách.

## Olympijské hry
| Rok    | Účast                                           | Soupisky |
| ------ | ----------------------------------------------- | -------- |
| 1996   | Stříbrná medaile                                |          |
| 2000   | Základní skupina                                |          |
| 2004   | Základní skupina                                |          |
| 2008   | Prohra ve čtvrtfinále s Japonskem               |          |
| 2012   | Nekvalifikovaly se                              |          |
| 2016   | Prohra ve čtvrtfinále s Německem                |          |
| 2020   | 10. místo                                       |          |
| Celkem | Účast – 6× Zlato – 0×, Stříbro – 1×, Bronz – 0× |          |

## Mistrovství světa
| Rok    | Účast                                           | Soupisky |
| ------ | ----------------------------------------------- | -------- |
| 1991   | Prohra ve čtvrtfinále se Švédskem               |          |
| 1995   | 4. místo                                        |          |
| 1999   | Stříbrná medaile                                |          |
| 2003   | Prohra ve čtvrtfinále s Kanadou                 |          |
| 2007   | Prohra ve čtvrtfinále s Norskem                 |          |
| 2011   | Nekvalifikovaly se                              |          |
| 2015   | Prohra v čtvrtfinále s USA                      |          |
| 2019   | Prohra v osmifinále s Itálie                    |          |
| 2023   | Základní skupina                                | Soupiska |
| Celkem | Účast – 8× Zlato – 0×, Stříbro – 1×, Bronz – 0× |          |